# Cantón de Châteauneuf-en-Thymerais
El cantón de Châteauneuf-en-Thymerais era una división administrativa francesa, que estaba situada en el departamento de Eure y Loir y la región de Centro-Valle de Loira.

## Composición
El cantón estaba formado por catorce comunas:
- Ardelles
- Châteauneuf-en-Thymerais
- Favières
- Fontaine-les-Ribouts
- Le Boullay-les-Deux-Églises
- Maillebois
- Puiseux
- Saint-Ange-et-Torçay
- Saint-Jean-de-Rebervilliers
- Saint-Maixme-Hauterive
- Saint-Sauveur-Marville
- Serazereux
- Thimert-Gâtelles
- Tremblay-les-Villages

## Supresión del cantón de Châteauneuf-en-Thymerais
En aplicación del Decreto n.º 2014-231 de 24 de febrero de 2014, el cantón de Châteauneuf-en-Thymerais fue suprimido el 22 de marzo de 2015 y sus 14 comunas pasaron a formar parte del nuevo cantón de Saint-Lubin-des-Joncherets.